# BaaS
BaaS (англ. banking as a service — банк как услуга) — инновационная B2B-услуга сдачи банками в аренду своей инфраструктуры. 

## Описание услуги
Клиенты BaaS — крупные ритейлеры, инфраструктурные компании, вертикально интегрированные холдинги с большим количеством ДЗО, компании, занимающихся управлением активами (assets under management), финтех-стартапы и другие организации, желающие проводить платежные транзакции внутри своей инфраструктуры (En), но не имеющие возможность организовать собственный банк или приобрести существующий.
Банковская инфраструктура, предоставляемая в аренду, включает лицензию, процессинг платежей, выпуск карт, комплаенс, средства информационной безопасности, систему управления лимитами, систему управления интервалами сбора денежных средств, систему назначения главных и участвующих счетов, назначение платежей, логику движения денежных средств в режиме реального времени и др.
По сути, клиент BaaS арендует «мощности» финансовой организации в необходимых ему масштабах, подобно тому как принято эксплуатировать облачные ресурсы (к примеру, Amazon Web Services или Google). Клиент компонует набор сервисов по своему усмотрению и под свои потребности, создавая таким образом кастомизированную версию собственного «банка». Пользователь может совершать стандартные банковские операции (проверка баланса, платежи, просмотр истории транзакций) на клиентском портале без какого-либо взаимодействия непосредственно с банком.

## Примеры реализации в мире
Немецкий стартап FinLeap, принадлежащий solarisBank, был запущен в 2016 году. Первые клиенты — платформа электронной коммерции и поставщик подарочных карт.

## Примеры реализации в России
Альфа-Банк создал бизнес-приложение BaaS, основанное на технологии распределенных реестров (блокчейн).